# Маје
Маје, или народ/народи Маја, су група америчких домородачких народа јужног Мексика и северне средње Америке.  Израз Маје се користи да опише све народе ове регије који деле сличан језик и културу, иако сваки од њих има и сопствене особености. 
Маје имају историју и културу која је стара око 3.000 година, а врхунац је достигла у класичном периоду од 300. до 900. године нове ере. За разлику од популарног веровања, култура Маја није нестала после шпанског освајања, већ и данас живи међу народом. 
- Види још: Цивилизација Маја

Процењује се да данас на простору јужног Мексика и Средње Америке живи 6 милиона Маја, и то у мексичким државама Јукатан, Кампече, Кинтана Ро, Табаско и Чиапас, као и у средњоамеричким државама Белизе, Гватемала и западним деловима Хондураса и Салвадора.
Највећи број Маја настањује полуострво Јукатан. Они се не деле међу собом на племена, за разлику од Маја на висоравнима Гватемале. Најтрадиционалније племе Маја су Лакандонске Маје, које су вековима живеле изолован живот у џунглама. 
Постоје 44 различита језика Маја, од којих су данас највише у употреби мајатан на Јукатану и језик киче у Гватемали. 

## Историја
Маје су живели у средњој Америци. Тамо су основали независне градове-државе. Њихово изузетно знање из астрономије и аритметике су им пренели Олмеци, још старија цивилизација.

### Преткласични период (650. п. н. е. - 250. наше ере)
Цивилизација Маја узима замах на обали Тихог океана и на високом вулканском земљишту данашње Гватемале. Захваљујући богатом земљишту и умереној клими пољопривредне културе добро успевају на планинским обронцима који су уређени по спратовима. Маје граде прве градове над којима се надносе пирамиде. Шире своју цивилизацију према северу, у тропску шуму Петен а потом на суву висораван Јукатан.

### Класични период (250—800)
Уметност и архитектура су на свом врхунцу. Градови Маја никад нису били толико лепи и богати. Од овог богатства користи имају пре свега свештеници, краљеви градова и племство.

### Опадање (IХ-XVI век)
Од IX века неки градови се напуштају. У X веку Толтеци проширују своју доминацију. Од тада Маје живе у сенци моћнијих народа. Пирамиде и храмови се запуштају. Међутим, сећање на народ Маја опстаје захваљујући традицијама које су се одржале међу сељацима. У време опадања цивилизације Маја ове крајеве су погодиле велике суше.
Маје су углавном живеле на простору средње Америке. Процењује се да је на овом подручју почетком 21. века живело шест милиона Маја. Гватемала, јужни Мексико и полуострво Јукатан, Белизе, Салвадор и западни Хондурас успели су да одрже бројне остатке свог древног културног наслеђа. Неки су прилично интегрисани у већину хиспанизираних местизо култура нација у којима живе, док други настављају са традиционалнијим, културно другачијим животом, често говорећи један од језика Маја као примарни језик.

## Мајански језици
Мајанска породица језика има укупно 31 живи језик, који се говоре у Мексику, Белизеу, Гватемали и (знатно мање) Хондурасу.

## Геноцид у Гватемали
У 36-годишњем грађанском рату у Гватемали умрло је више од 200.000 људи, пола милиона протерано из домова, а најмање 100.000 жена силовано; већина жртава била су Маје.
Геноцид над народом Маја одвијао се током читавог грађанског рата, јер се на аутохтони народ гледало као на подржавање левичарских герила, али већина аката против човечности догодила се током председништва Ефраина Ријоса Монта (1982–1983). Ријос Монт покренуо је кампању државног терора чији је циљ био уништавање Маја у име супротстављања „комунистичкој субверзији“ и ослобађања земље од аутохтоне културе. Ово је било познато и као операција Софија. У оквиру операције Софија, војска је наставила са „политиком спаљене земље“ која им је омогућила да униште читава села, укључујући убијање стоке, уништавање културних симбола, уништавање усева и убијање цивила. У неким областима су владине снаге убиле око 40% укупног становништва; кампања је уништила најмање 626 села Маја.
Дана 26. јануара 2012. године, бивши председник Ријос Монт формално је оптужен у Гватемали због надгледања масакра 1.771 цивила народа Икил Маја и појавио се на суду због геноцида и злочина против човечности због чега је потом осуђен на 80 година затвора. затвор 10. маја 2013. Ову пресуду укинуо је уставни суд 20. маја 2013. године због наводних неправилности у руковању предметом. Бивши председник се поново појавио на суду 5. јануара 2015. године, међу протестима својих адвоката због здравствених стања, а 25. августа 2015. године, намеравано је да се поновним суђењем поступка из 2013. године Ријос Монт прогласи кривим или не, али та казна би била условна. Ријос Монт умро је 1. априла 2018. од срчаног удара.

## Културно наслеђе и туризам
Непобитан је симбиотски однос између културног наслеђа, туризма и националног идентитета. У случају Маја, многи национални идентитети су конструисани због растућих захтева који им поставља културни туризам. Фокусирањем на начине живота кроз обичаје, ритуале, исхрану, рукотворине, језик, становање или друге особине, идентитет привреде се помера од продаје радне снаге ка продаји културе.
Глобални туризам се данас сматра једним од највећих кретања роба, услуга и људи у историји и значајним катализатором за економски развој и друштвено-политичке промене. Процењено да између 35 и 40 процената туризма данас представља културни туризам или туризам наслеђа, ова алтернатива масовном туризму нуди могућности за ангажовање засновано на месту које уоквирује контекст интеракције проживљеног простора и свакодневног живота других људи, као и налазишта и објекте од глобалног историјског значаја. У овој производњи туризма употреба историјских симбола, знакова и тема чине нову страну која карактерише нацију и која може играти активну улогу у изградњи нације.
За ову врсту туризма људи тврде да може отворити невиђене могућности за стварање вредности разних врста. Туристи путују са културним очекивањима, што је створило туристичко искуство понекад суочено са потребом да се измисле традиције вештачких и измишљених атракција, често развијених науштрб локалне традиције и значења.
Пример за то може се видети у „Мајанизујући туризам на острву Роатан, Хондурас: Археолошке перспективе наслеђа, развоја и достојанства“. Алехандро Фигероа и сарадници комбинују археолошке податке и етнографске увиде како би истражили изузетно спорну економију туризма у својој дискусији о томе како су места на острву Роатан, Хондурас, постала све више „мајанизована“ током протекле деценије. Туроператори и програмери настављају да измишљају идеализовану прошлост Маја за острво, археолошки остаци који нису Маја и културно наслеђе непрестано су угрожени и уништени. Иако туризам наслеђа некима нуди економске могућности, он може обезвредити допринос мање познатих група.
Језик је значајан фактор у развоју туризма. Народ Маја је свету оставио огромно језичко наслеђе. Научници нашег доба одушевљено су проучавали језик народа Маја, откривајући невероватна открића.

## Цитати
Ми нисмо митови из историје, рушевине у џунгли или зоолошким вртовима. Ми смо људи и тражимо поштовање, нећемо да будемо жртве нетолеранције и расизма.— Ригоберта Менчу (припадница народа Маја и добитник Нобелове награде за мир)

## Галерија
- Улаз у традиционалну мајанску кућу (Јукатан)
- Мајанка са дететом
- Израда сувенира
- Мајанка продаје сувенире
- Израда сребрних сувенира
- Традиционална кухиња—детаљ
- Спремање хране